# جيورجي ناغي (صحفي)
جيورجي ناجي (بالمجرية: Nagy György)‏ (و. 1879 – 1923 م) هو صحفي، وسياسي، وشاعر مجري، توفي في بودابست، عن عمر يناهز 44 عاماً.

## مناصب
تولى منصب عضو الجمعية الوطنية المجرية
.